# Shinya Hashimoto
Shinya Hashimoto (橋本 真也?; Toki, 3 luglio 1965 – Yokohama, 11 luglio 2005) è stato un wrestler e attore giapponese.
Insieme a Masahiro Chono e Keiji Muto, Hashimoto era parte della stable denominata "I Tre Moschettieri" (闘魂三銃士, Tōkon Sanjūshi), che lottò nella New Japan Pro-Wrestling (NJPW) a partire dalla fine degli anni ottanta e dominò la compagnia negli anni novanta.
Fondatore, insieme a Shinjiro Otani, della Pro Wrestling Zero1, è uno degli unici tre wrestler (insieme a Keiji Muto e Satoshi Kojima) che hanno detenuto NWA World Heavyweight Championship, Triple Crown Heavyweight Championship e IWGP Heavyweight Championship. Nel 2010 è stato inserito nella NWA Hall of Fame.

## Carriera

### Primi anni (1984–1988)
Hashimoto crebbe nella città di Toki nella prefettura di Gifu e cominciò ad allenarsi nel judo e nel karate nella tarda adolescenza. La sua formazione lo aiutò nel suo passaggio al wrestling professionistico, quando entrò nell'NJPW Dojo nell'aprile 1984. Debuttò nella NJPW nel settembre 1984 all'età di 19 anni, lottando contro Tatsutoshi Goto. Nel corso degli anni successivi, Hashimoto lavorò duramente per affinare la sua tecnica da lottatore, facendo anche esperienze all'estero negli Stati Uniti (Continental Wrestling Association), in Canada (Stampede Wrestling) e a Porto Rico (World Wrestling Council).
Fu proprio a Porto Rico nel 1988 che Hashimoto formò i "Tre moschettieri" con Masahiro Chono e Keiji Muto.

### New Japan Pro-Wrestling (1988–2000)
Al suo ritorno nella New Japan nel luglio 1988, Hashimoto scalò velocemente le gerarchie nella federazione. In questo periodo, introdusse la gimmick di un maestro di arti marziali basata sulla sua formazione, indossando una fascia hachimaki bianca durante l'entrata sul ring ed utilizzando uno stile di lotta basato su calci, colpi di karate, e prese di sottomissione. Nell'aprile 1989, partecipò al torneo per l'IWGP Heavyweight Championship svoltosi nel primo show della New Japan al Tokyo Dome, Battle Satellite in Tokyo Dome, dove sconfisse Riki Choshu e Victor Zangiev, prima di perdere contro Big Van Vader in finale. Nel settembre 1989, insieme a Masa Saito vinse il suo primo alloro, l'IWGP Tag Team Championship, battendo Choshu & Takayuki Iizuka. I due detennero le cinture fino all'anno successivo, perdendole nell'aprile 1990 in favore di Masahiro Chono & Keiji Muto.

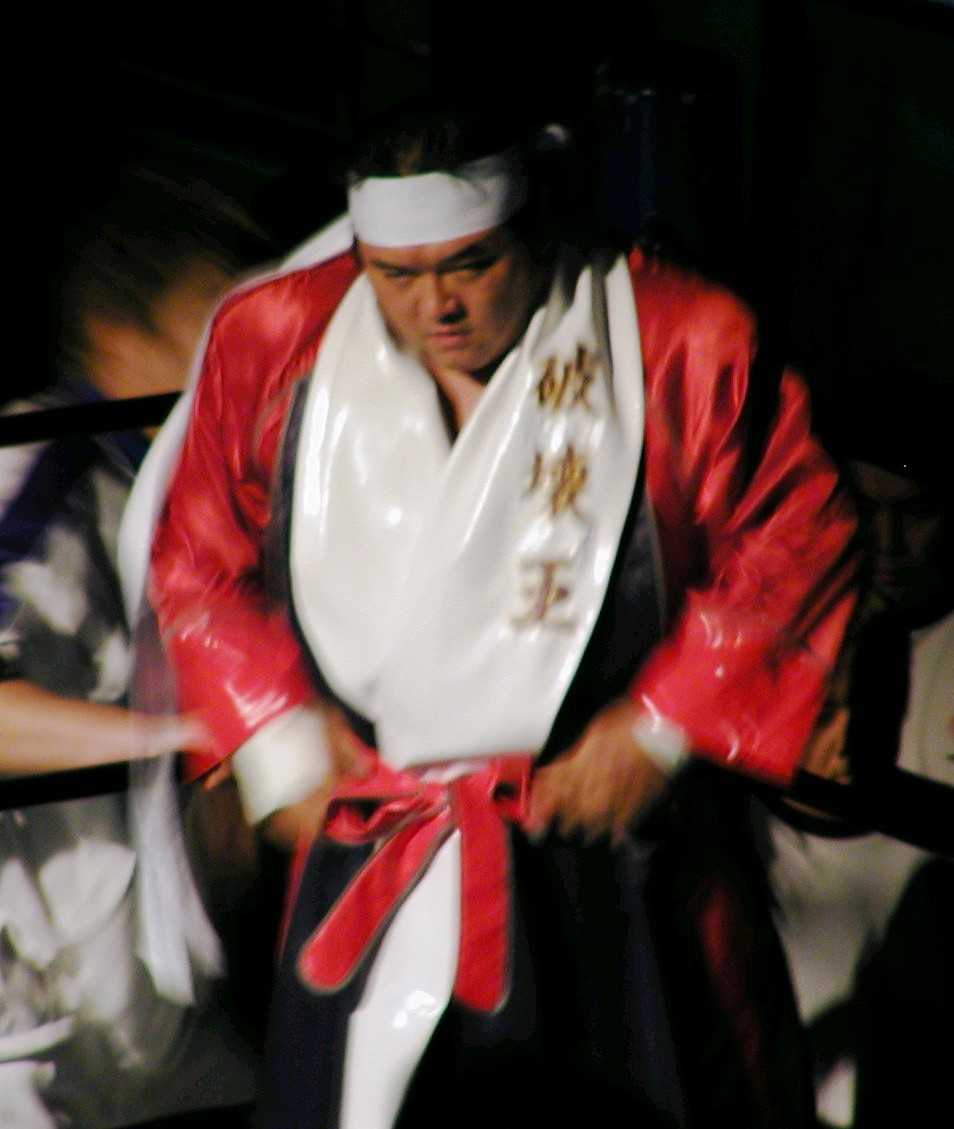
Shinya Hashimoto nel 2004

Nell'agosto 1991, Hashimoto, Chono e Muto cementarono il loro status nella NJPW durante la G1 Climax, sorpassando Antonio Inoki, Tatsumi Fujinami e Riki Choshu. Nel luglio 1992, sostituì Akira Nogami nel team con Hiroshi Hase per prendere parte al torneo per l'NWA World Tag Team Championship tenutosi nella World Championship Wrestling dove i due sconfissero The Fabulous Freebirds ai quarti di finale, prima di perdere con Dustin Rhodes & Barry Windham in semifinale. Nel settembre 1993 Hashimoto conquistò l'IWGP Heavyweight Championship sconfiggendo Great Muta. Hashimoto restò campione per i successivi sette mesi prima di essere battuto da Tatsumi Fujinami. Riconquistò la cintura solo un mese dopo, nel maggio 1994. Dopo un secondo regno durato oltre un anno, cedette il titolo IWGP Heavyweight a Muto.
Qualche mese dopo la perdita del titolo, nel luglio 1995 si alleò con Junji Hirata per sconfiggere Scott Norton & Mike Enos e vincere il vacante IWGP Tag Team Championship. La coppia Hashimoto-Hirata rimase campione per quasi un anno. Nel frattempo Hashimoto sconfisse Nobuhiko Takada riconquistando il titolo IWGP Heavyweight il 29 aprile 1996. Hashimoto & Hirata persero le cinture nel giugno 1996, quando furono sconfitti da Takashi Iizuka & Kazuo Yamazaki. Quindi, Hashimoto si concentrò sulla divisione singola. Nel 1997 fu presentato come detentore di una nuova cintura (la seconda generazione dell'IWGP Heavyweight Championship). Il 31 agosto 1997 perse il titolo in favore di Kensuke Sasaki, dopo un regno titolato durato 489 giorni (record poi infranto da Kazuchika Okada nel 2017). Hashimoto continuò a lavorare per la NJPW, vincendo l'edizione 1998 del torneo G1 Climax.
Nel 1997 ebbe una brutale rivalità con il campione di judo Naoya Ogawa, dove Hashimoto affermò che avrebbe lasciato la NJPW se avesse perso nuovamente, cosa che accadde nell'aprile 2000. Restò nella compagnia fino all'evento New Japan/All Japan "Do Judge!" del 9 ottobre, dove sconfisse Tatsumi Fujinami per sottomissione, ed apparve anche all'evento Great Voyage 2000 della Pro Wrestling Noah il 23 dicembre, sconfiggendo Takao Omori, ma in seguito lasciò la promozione come promesso.

#### Different Style Fights (1990–1998)
Tra il 1990 e il 1998, Hashimoto prese parte a vari incontri "predeterminati" di arti marziali miste nella NJPW, chiamati "Different Style Fights", nei quali egli sconfisse fighter come Tony Halme, Ramzan Shibiev e Dennis Lane. Molti degli incontri duravano dai 3 ai 14 minuti e terminavano abitualmente per sottomissione o knockout.
Dato il successo riscosso in questo tipo di match, Hashimoto fu reclutato dal dirigente della K-1 Kazuyoshi Ishii per partecipare al loro torneo '93 GP, ma lui rifiutò l'offerta. Nel 1994 fu anche invitato a un torneo all-star di shoot wrestling nella Union of Wrestling Forces International, compagnia rivale della NJPW, nel quale il vincitore avrebbe ricevuto un premio finale di 100 milioni di yen, ma egli rifiutò anche questa volta.

### Pro Wrestling Zero-One (2001–2005)
Hashimoto registrò il nome Pro Wrestling Zero-One il 13 novembre 2000, dopo essere stato licenziato dalla New Japan Pro-Wrestling, e il primo show della compagnia si svolse il 2 marzo 2001. Nell'ottobre 2001 sfidò Steve Corino per l'NWA World Heavyweight Championship. Il match terminò in maniera controversa, e il titolo fu dichiarato vacante. Nel dicembre 2001 si scontrò con Corino e Gary Steele in un Triple Threat match, aggiudicandosi la cintura NWA World Heavyweight. Il suo regno ebbe fine nel marzo 2002 per molteplici ragioni, tra le quali un arbitro disonesto che effettuò un conteggio veloce, permettendo a Dan Severn di vincere il titolo. Hashimoto tornò allora a concentrasi sulla Zero-One. Nell'ottobre 2002 fece coppia con il vecchio rivale Naoya Ogawa per vincere il titolo NWA Intercontinental Tag-Team (che abitualmente veniva difeso nella Zero-One) sconfiggendo Jon Heidenreich & Nathan Jones. Nel dicembre 2002 il duo fu sconfitto da Matt Ghaffari & Tom Howard. I due team ebbero un feud nei mesi successivi, che proseguì persino quando Hashimoto era in procinto di cambiare federazione.

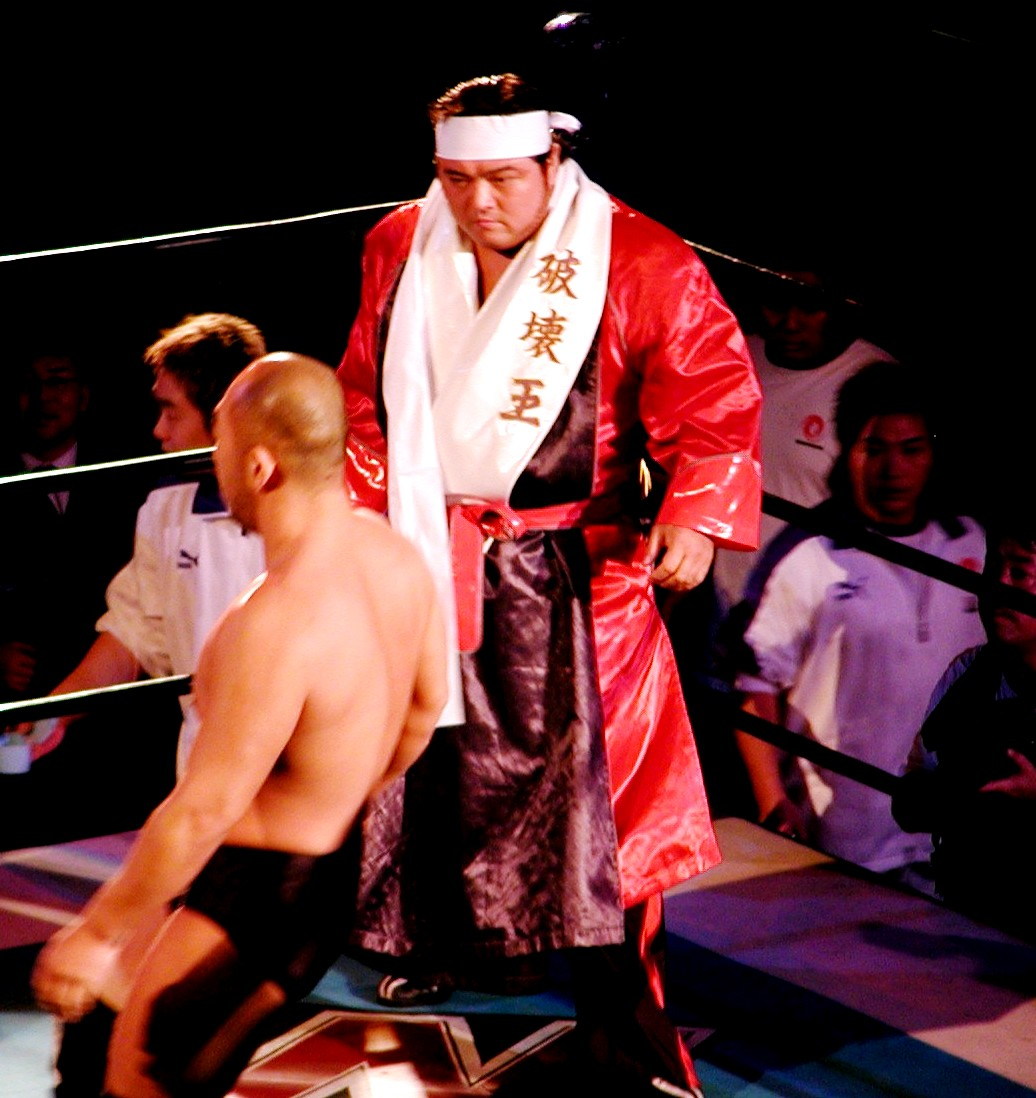
Hashimoto nel gennaio 2004

Il 23 febbraio 2003 sconfisse The Great Muta conquistando il Triple Crown Heavyweight Championship; come risultato, Hashimoto divenne il secondo wrestler in assoluto ad avere detenuto i titioli mondiali NJPW, AJPW e NWA (Keiji Muto fu il primo). Nell'aprile 2003 Hashimoto e Ogawa riconquistarono le cinture NWA Intercontinental Tag Team battendo Ghaffari e Howard. Tuttavia, dato che Ogaya aveva gettato Ghaffari fuori dal ring facendolo passare sopra la corda più alta, il presidente NWA Richard Arpin li privò delle cinture qualche giorno dopo, poiché tale pratica era vietata nella NWA. Anche il titolo Triple Crown di Hashimoto ebbe un fato simile, dato che a causa di un infortunio alla spalla, egli dovette rendere vacante la cintura.
Nonostante vari infortuni, Hashimoto continuò a lottare nella Zero-One, e insieme a Yoshiaki Fujiwara conquistò l'NWA Intercontinental Tag-Team Championship per la terza volta, sconfiggendo Takao Omori & Shiro Koshinaka nel giugno 2004. I due rimasero campioni fino a quando Omori trovò un nuovo partner in Shinjiro Otani e vinse il titolo nell'agosto 2004. All'inizio del 2005, Hashimoto lasciò la Zero-One e incaricò Otani di dirigerla, citando problemi finanziari come motivo della sua partenza.

## Vita privata
Hashimoto ebbe tre figli, due femmine e un maschio. Il figlio, Daichi Hashimoto, ha debuttato come wrestler professionista nella Zero1 al 10th Anniversary Show del 6 marzo 2011, venendo sconfitto da Masahiro Chono.

### Morte
L'11 luglio 2005 Hashimoto morì improvvisamente a causa di un aneurisma cerebrale; fu dichiarato morto alle 10:36 di mattina, mentre veniva trasportato all'ospedale. La sorella Masanari dichiarò che Hashimoto si era lamentato di dolori al petto e battito accelerato una settimana prima del decesso, ma si era rifiutato di farsi visitare. Hashimoto aveva avuto un problema cardiaco nel 2004 e prendeva dei medicinali, ma dovette interromperne l'assunzione dopo un intervento chirurgico ad una spalla. Il medico di Hashimoto affermò che la pressione alta era la causa più probabile della sua emorragia cerebrale e suggerì che altri stress nel corso degli anni avessero potuto portare a questi problemi.

### Omaggi
Negli anni seguenti alla morte di Hashimoto, numerosi wrestler e promoter resero omaggio alla sua figura. Immediatamente dopo il decesso, la New Japan ritirò la seconda cintura IWGP Heavyweight Championship in quanto Hashimoto era stato il primo ad indossarla. Un terzo titolo IWGP fu creato e debuttò nell'ottobre 2005, ma la New Japan lo perse nel luglio 2006 quando Brock Lesnar lasciò la compagnia portandosi dietro la cintura, costringendo la New Japan a riattivare la seconda cintura. A seguito della riconquista della terza cintura nel febbraio 2008 e della creazione di un quarto IWGP Title, la seconda fu ritirata nuovamente. Il 2 marzo 2008, il campione IWGP Heavyweight dell'epoca, Shinsuke Nakamura, visitò la ZERO1 in occasione del loro Anniversary Show dove sconfisse Kohei Sato. Dopo il match, consegnò la seconda cintura IWGP al figlio di Hashimoto, Daichi.
Nell'agosto 2005, Masahiro Chono utilizzò la musica d'entrata di Hashimoto per la finale del G1 Climax del 2005. All'evento PRIDE Shockwave 2005, Naoya Ogawa indossò in fronte la caratteristica fascia bianca di Hashimoto prima del suo match con Hidehiko Yoshida. Nel 2010 Hashimoto è stato ammesso in maniera postuma sia nella NJPW Greatest Wrestlers Hall of Fame sia nella NWA Hall of Fame.

## Personaggio
Mosse finali
- Jumping spike DDT
- Vertical drop brainbuster

Soprannome
- "King of Destruction"[8]

## Titoli e riconoscimenti
- All Japan Pro Wrestling
  - AJPW Triple Crown Heavyweight Championship (1)[5]
- National Wrestling Alliance
  - NWA Hall of Fame (Classe del 2010)
- NWA Pro-Wrestling Xpress
  - NWA World Heavyweight Championship (1)[5]
- New Japan Pro-Wrestling
  - IWGP Heavyweight Championship (3)[5]
  - IWGP Tag Team Championship (2) – con Masa Saito (1) e Junji Hirata (1)
  - G1 Climax (1998)[9]
  - Kyushu Cup (1990)
  - Super Grade Tag League (1992) – con Riki Choshu[10]
  - Super Grade Tag League (1996) – con Scott Norton[10]
  - Greatest Wrestlers (Classe del 2010)[7]
- Nikkan Sports
  - Match of The Year (1996) vs. Nobuhiko Takada il 29 aprile[11]
- Pro Wrestling Zero-One
  - NWA Intercontinental Tag Team Championship (3) – con Naoya Ogawa (2) Yoshiaki Fujiwara (1)
- Pro Wrestling Illustrated
  - 7º tra i migliori 500 wrestler singoli nei PWI 500 del 1997.
  - 45º tra i migliori 500 wrestler singoli nei "PWI Years" del 2003.
- Tokyo Sports
  - Achievement Award (2005)[12]
  - Fighting Spirit Award (1993)[13]
  - Outstanding Performance Award (1989)[14]
  - Wrestler of the Year (1994)[15]
- Wrestling Observer Newsletter
  - Wrestling Observer Newsletter Hall of Fame (Classe del 2000)[5]

## Filmografia
| Anno | Titolo                                           | Ruolo        |
| ---- | ------------------------------------------------ | ------------ |
| 1998 | Ultraman Gaia - Episodio 34                      | Se stesso    |
| 2002 | Muscle Heat                                      | Wrestler     |
| 2003 | Sei il mio cucciolo (Kimi wa Petto) - Episodio 7 | Se stesso    |
| 2004 | Rikidozan                                        | Azumanami    |
| 2004 | Oh! My Zombie Mermaid (A! Ikkenya Puroresu)      | Kota Shishio |
| 2005 | Sakigake!! Kuromati Kōkō: The Movie              | Se stesso    |